# Morris Munene
Morris Munene Gachaga (4 gennaio 1994) è un maratoneta e mezzofondista keniota.

## Biografia
Ha partecipato ai Giochi Panafricani del 2019, nei quali si è piazzato in quarta posizione nella mezza maratona.

## Palmarès
| Anno | Manifestazione             | Sede   | Evento         | Risultato | Prestazione | Note |
| ---- | -------------------------- | ------ | -------------- | --------- | ----------- | ---- |
| 2019 | Giochi Panafricani         | Rabat  | Mezza maratona | 4º        | 1h02'51"    |      |
| 2020 | Mondiali di mezza maratona | Gdynia | Mezza maratona | 47º       | 1h02'30"    |      |
| 2020 | Mondiali di mezza maratona | Gdynia | A squadre      | Oro       | 2h58'10"    |      |

## Campionati nazionali
2015
- Eliminato in batteria ai campionati kenioti, 5000 m piani - 14'00"94

## Altre competizioni internazionali[1]
2016
- 4º alla Mezza maratona di Yangzhou ( Yangzhou) - 1h00'46"
- Oro alla Mezza maratona di Madrid ( Madrid) - 1h02'41"

2017
- Oro alla Mezza maratona di Parigi ( Parigi) - 1h00'38"
- 13º alla Mezza maratona di Valencia ( Valencia) - 1h02'39"

2018
- 5º alla Mezza maratona di Ras al-Khaima ( Ras al-Khaima) - 59'36"
- Bronzo alla Mezza maratona di Lisbona ( Lisbona) - 1h00'17"
- 20º alla Mezza maratona di Copenaghen ( Copenaghen) - 1h02'09"

2019
- 7º alla Maratona di Amsterdam ( Amsterdam) - 2h06'24"
- 4º alla Maratona di Parigi ( Parigi) - 2h07'46"
- 5º alla Mezza maratona di Ras al-Khaima ( Ras al-Khaima) - 59'36"

2022
- 6º alla Maratona di Parigi ( Parigi) - 2h05'09"
- 7º alla Maratona di Lagos ( Lagos) - 2h19'53"